# 云南铁木
云南铁木（学名：Ostrya yunnanensis）是桦木科铁木属的植物，为中国的特有植物。分布于中国大陆的云南等地，生长于海拔2,600米的地区，常生于湿润疏林中，目前尚未由人工引种栽培。